# 曾融生
曾融生（1924年8月16日—2019年10月22日），出生于福清市，籍贯福州平潭，中国固体地球物理学家。

## 生平
1946年毕业于厦门大学数理系。1980年当选为中国科学院学部委员(院士)。 中国地震局地球物理研究所研究员。
2019年10月22日，下午2时于北京逝世，享壽95岁。